# Мун Сон Гіль
Мун Сон Гіль (кор. 문성길; 20 липня 1963) — південнокорейський професійний боксер, чемпіон світу серед аматорів, чемпіон Азійських ігор, чемпіон світу за версіями WBA (1988—1989) у легшій вазі та WBC (1990—1993) у другій найлегшій вазі.

## Аматорська кар'єра
1982 року, здобувши у фіналі перемогу над Ванчай Понгсрі (Таїланд), став чемпіоном Азійських ігор.
На Олімпійських іграх 1984 переміг Джона Гайленда (Велика Британія) та Роберта Шеннона (США), а у чвертьфіналі програв Педро Ноласко (Домініканська Республіка) — RSC 1.
На Кубку світу 1985 здобув три перемоги, у тому числі над Любиша Сімич (Югославія), і завоював золоту медаль.
На чемпіонаті світу 1986 завоював золоту медаль.
- В 1/16 фіналу переміг Фабріціо Каппаї (Італія) — KO 1
- В 1/8 фіналу переміг Джонні Васкеса (США) — 5-0
- У чвертьфіналі переміг Александра Христова (Болгарія) — RSC 2
- У півфіналі переміг Арнальдо Меса (Куба) — 3-2
- У фіналі переміг Рене Брайтбарта (НДР) — 3-2

1986 року вдруге став чемпіоном Азійських ігор.

## Професіональна кар'єра
У березні 1987 року Мун дебютував на професійному рингу. Вигравши перші шість боїв нокаутом, 14 серпня 1988 року кинув виклик чемпіону WBA у легшій вазі Каокор Гелаксі (Таїланд). Мун виграв технічним рішенням у шостому раунді, після чого здійснив два успішних захисти свого титулу.
9 липня 1989 року Мун і Гелаксі зустрілися в матчі-реванші, і цього разу Гелаксі виграв одностайним рішенням суддів. Мун двічі був у нокдауні в 11-му раунді.
Спустившись у другу найлегшу вагу 20 січня 1990 року Мун відібрав титул чемпіона WBC у ганця Нана Конаду. Впродовж 1990—1993 років провів дев'ять успішних захистів, у тому числі в реванші проти Нана Конаду. 13 листопада 1993 року несподівано програв розділеним рішенням мексиканцю Хосе Луїс Буено і завершив кар'єру.

## Цікавий факт
Американський музикант Марк Козелек на честь Сон Гіль Муна назвав свій фольк-роковий гурт «Sun Kil Moon».